# Dollwiese
Koordinaten: 48° 10′ 45,9″ N, 16° 15′ 20,7″ O
Die Dollwiese ist, neben der Hohe-Wand-Wiese in Penzing, eine der beiden Skipisten im Gemeindegebiet von Wien. Sie liegt in Ober Sankt Veit, einem Bezirksteil von Hietzing, direkt neben dem Gasthaus Lindwurm, in unmittelbarer Nähe zum Sankt Veiter Tor vor den Mauern des Lainzer Tiergartens. Erreichbar ist sie mit der Buslinie 54A der Wiener Linien.
Die Dollwiese ist mit ihrer geringen Hangneigung als blaue Piste einzustufen. Sie verfügte über einen 120 Meter langen Schlepplift, der vom Sportamt der Stadt Wien betrieben wurde.
Im Frühjahr 2012 wurde dieser durch einen Zauberteppich ersetzt, für dessen Betrieb aber vorläufig keine Genehmigung erteilt wurde. 2013 nahm der Zauberteppich nach Erteilung der Genehmigung schließlich seinen Betrieb auf.